# Sibylla av Anjou
Sibylla av Anjou, född 1112, död 1165, var grevinna av Flandern 1139–1165 som gift med greve Thierry I av Flandern. Hon var regent under sin makes frånvaro i andra korståget mellan 1147 och 1149. 